# معركة باني بت الثانية
مَعْرَكة بَانِي بتْ الثَانِيةَ (بالهنديةपानीपत का द्वितीय युद्ध ː) دَارَتْ رَحَاها يومْ 5 نوفمبر 1556 بين الإمبراطور الهندوسي لشمال الهند بقيادة هيمو البقال ، وقوات الإمبراطورية المغولية بقيادة السلطان جلال الدين أكبر. بعده أن غزا هيمو ولايتي دلهي وأغرا بعدة هزيمة المغول في معركة دلهي وأعلن نفسه فيكراماديتيا في حفل تتويج في دلهي. جلال الدين أكبر وولي أمره بيرام خان ، بعد أن عَلموا بخسارة أغرة ودلهي ، ساروا إلى باني بات لاستعادة الأراضي المفقودة. اشتبك الجيشان في باني بات بالقرب من موقع معركة باني بات الأولى عام 1526. استطاع هيمو أن يكتسح جناحي جيش أكبر، ولكنه أصيب بسهم في عينه أفقده وعيه، ثم وقع على الأرض، وحين طلب من فَيَّاله أن يسير به وبدابته إلى خارج ميدان المعركة توهم أفراد جيشه وقوع الهزيمة بهم، فانفرط عقدهم وتفرق شملهم، تم القبض على هيمو ثم قطع رأسه من قبل بيرم خان وفقًا لتوجيهات أكبر. انتهت المعركة بانتصار مغولي حاسم. انتهت المعركة بانتصار مغولي حاسم.

## خلفية
يذكر المؤرخون أنه كان من حسن حظ أكبر عندما اعتلى عرش آبائه في هذه السن الحرجة وفي هذا الوضع المضطرب أن وجد إلى جانبه الوزير بيرم خان، الذي بذل جهده لمساعدة سيده وتدعيم ملكه إلى أن بلغ رشده واكتملت رجولته. وجد بيرم خان أن الخطر الأكبر يتمثل في آل سور، فقرر التخلص منهم أولًا، وكان هؤلاء يجهدون لاسترداد ملكهم المفقود. وفي الوقت الذي كان فيه بيرم خان يجد في مطاردة إسكندر شاه السوري في الپُنجاب اقتحم «هيمو» قائد محمد عادل شاه السوري مدينة أغرة على رأس خمسين ألف فارس وخمسمائة من الفيلة، وأرغم واليها إسكندر أزوبك على التقهقر إلى دلهي. أدرك أكبر فورًا على أثر هذه الضربة أن دلهي هي الهدف التالي لهيمو، فبادر إلى تسيير تعزيزات عسكرية بقيادة علي قُلي حاكم سمبهال، ويبدو أن هيمو علم بذلك، فأسرع إلى المدينة وسبق التعزيزات المغولية، فاصطدم بحاكمها «تردي بيگخان» وانتصر عليه. وقد لاذ تردي بيگخان بالفرار بعد هزيمته ناجيًا بنفسه دون أن يفطن أن عدوه عدل عن مطاردته، وقد كان السبب في كسر قوته تأخر وصول الإمدادت إليه من جهة، وقوة عدوه من جهة أخرى، وذهب إلى «سرهند» مع إسكندر أوزبك، ولحق بهما علي قُلي عندما علم بسقوط دلهي. دخل هيمو مدينة دلهي في جو من الانتصار، واتخذ لنفسه على أثر هذا النصر لقب «فيكراماديتيا» الهندوسي القديم، وأبدى رغبة قوية في إحياء أمجاد أمته القديمة. وبدأت تداعبه الآمال بعد هذه الانتصارات أن يستأثر بالعرش المغولي لنفسه مهملًا شأن سيده محمد عادل شاه السوري، فضرب السكة باسمه، ورفع المظلة السلطانية فوق رأسه، وولى خاصته ورجاله في مناصب الدولة وشؤون الولايات، وسيطر على المنطقة الواقعة بين غواليور ونهر ستلج.

## مُقدمة المَعركة
كان أكبر في غضون ذلك في غولندار، وعندما علم بسقوط أغرة ودلهي تلقى نصيحة من معظم قادة جيشه بالتراجع نحو كابل، لكن أكبر ووزيره بيرم خان قاوموا هذه التوجه وأصروا على القتال لأن في تنفيذه قضاء على آمال الأسرة المغولية، وتشير المصادر أن هؤلاء القادة الذين أشاروا بالتراجع قد هالتهم كثرة قوات هيمو، التي كانت تبلغ مائة ألف من الجند وخمسمائة من الفيلة، بالمقارنة مع ضآلة قواتهم التي لم تكن تعدو عشرين ألفًا بين فرسان ومشاة. أمر بيرم خان بالقبض على تردي بيگخان وقتله لأنه لم يحسن التصرف أثناء مواجهته للعدو، وليكون عبرة لغيره من القادة. عهد أكبر إلى صهره خضر خان بمواصلة قتال إسكندر شاه السوري، سرعان ما انطلق أكبر البالغ من العمر 13 عامًا وولي أمره بيرام خان إلى دلهي على رأس قواته للقاء القائد الهندوسي هيمو وعصبته.
في ضربة حظ ، قام علي قولي خان الشيباني (فيما بعد خان الزمان) ، والذي تم إرساله بقوة سلاح فرسان قوامها 10000 جندي ، بالصدفة بالاستيلاء على مدفعيت هيمو التي كانت تُنقل تحت حراسة ضعيفة. كان قادرًا بسهولة على الاستيلاء على قطار المدفعية بأكمله من الأفغان الذين تركوا المدافع وهربوا دون قِتال. هذا من شأنه أن يكون خسارة مكلفة لهيمو. 
التقى جيش المغول بجيش هيمو في سهل پاني پت في̩ في 5 تشرين الثاني 1556م. بقي أكبر وبيرم خان في المؤخرة ، على بعد ثمانية أميال من ساحة المعركة. 

## تشكيل الجَيشين
كان جيش المغول بقيادة علي قولي خان الشيباني مع 10.000 من سلاح الخَيالة في الوسط مع سكندر خان أوزباك على اليمين وعبد الله خان أوزباك باتجاه اليسار. قاد الطليعة حسين قولي بك وشاه قولي محرم وتضمنت فَصيلة بيرم خان من الفرسان الأتراك. كان جيش هيمو متفوقًا عدديًا حيث كان من بين صفوفه قوة من سلاح الخَيالة قوامها 30.000 فردًا تتكون من فرسان أفغان ووحدة من الأفيال يبلغ عددها 500. كان كل فيل حرب محميًا بدروع صفيحة وركبها الفرسان ورجال الأقواس. قاد هيمو جيشه بنفسه إلى المعركة ، على رأس فيل اسمه هاواي.  كان على يساره نجل أخته ، وعلى يمينه شادي خان ككار. كان جيشه ذا خبرة وثقة وكان هيمو ، بحلول هذا الوقت ، منتصرًا في 22 معركة من البنغال إلى البنجاب. ومع ذلك ، في هذه المعركة ، فقدة هيمو سلاح المدفعية الخاص به قبل المَعركة. 

## المَعركة
بدأ هيمو الهجوم بنفسه وأطلق أفياله بين الأجنحة اليمنى واليسرى للمغول. اختار هؤلاء الجنود الذين تمكنوا من الهروب من الوحوش الهائجة ، بدلاً من التراجع ، الانحراف إلى الجوانب ومهاجمة أجنحة سلاح خَيالة هيمو ، ورشقهم بالسهام. تقدم مركز موغال أيضًا واتخذ موقعًا دفاعيًا أمام واد عميق. لم يتمكن أي من فيلة هيمو ولا وحدات الحصان الخاصة به من عبور الهوة للوصول إلى خصومهم وكانوا عرضة للأسلحة المقذوفة التي يتم إطلاقها من الجانب الآخر. في هذه الأثناء ، قام سلاح الخَيالة المغولي على جبهاتهم السريعة بشق طريقهم إلى صفوف الأفغان من الأجنحة وكذلك من الخلف وبدأوا في استهداف الأفيال ، إما بقطع أرجل الوحوش العظيمة أو إخراج فرسانها. أُجبر هيمو على سحب أفياله وتراجع الهجوم الأفغاني. 
عندما رأى علي قولي خان تباطؤ الهجوم الأفغاني ، قاد خَيالته للخارج ، ودار حولهم وسقط على المركز الأفغاني من الخلف. هيمو ، الذي كان يراقب ساحة المعركة من هوده فوق الفيل هاواي ، سارع على الفور لمواجهة هذه الهَجمة. حتى بعد رؤية شادي خان كاكار ومساعده الآخر ، بهاجوان داس ، صَرعى ، استمر في قيادة الهجمات المضادة ضد المغول ، وهجمَ على أي شخص تحدى أفياله. كانت معركة شَديدة ولكن يبدو أن الميزة قد مالت لصالح هيمو.  تم دفع كل من جناحي جيش المغول للخلف وقام هيمو بتحريك مجموعته من فيلة الحرب وسلاح الخَيالة إلى الأمام لسحق مركزهم.
في هذه المرحلة ، هيمو ، الذي ربما كان على أعتاب النصر ، أصيب في عينه بسهم مغولي وسقط فاقدًا للوعي، وحين طلب من فَيَّاله أن يسير به وبدابته إلى خارج ميدان المعركة توهم أفراد جيشه وقوع الهزيمة بهم، فانفرط عقدهم وتفرق شملهم.  فَخُسرت المعركة،  كان هناك 5000 قتيل من جَيش هيمو في ساحة المعركة وقُتل عدد أكبر أثناء الفرار. 

## ما بعد الواقعة
تم القبض على الفيل الذي يحمل هيمو فاقدًا للوعي وعلى وَشك الموت تقريبًا، وجيء بالأسير إلى أكبر فأشار عليه وزيره بيرم خان بأن يقلته، إلا أن أكبر رفض أن يحقق هذه الرغبة معتبرًا أنه ليس من الشهامة ولا من الفروسية التنكيل بأعزل جريح، وعدو منهزم، وعند ذلك استل بيرم خان سيفه وتولى هو قتل هيمو، ثم بعث برأسه إلى كابل وبجثته إلى دلهي ليرى الثائرون مصير صاحبهم عبرة لهم وعظة.  كان من نتائج هذه النصر أنه تمت إزالة أقوى معارض لأكبر، وتشتيت شمل جيشه، وغنم الجيش المنتصر غنائم كثير، تشمل مبالغ طائلة من المال، و120 من فيلة هيمو الحربية التي أثار هياجها المدمر إعجاب المغول لدرجة أن الحيوانات سرعان ما أصبحت جزءًا لا يتجزأ من استراتيجياتهم العسكرية.  بَعدها تقدم أكبر واستعاد دلهي وأغرة والمناطق المجاورة، وضاعت آمال الهندوس لتكوين مُلك خاص بهم في الهند، وشكل خطوة تمهيدية للقضاء نهائيًا على حكم الأفغان في الهند. مع رحيل هيمو ، أخذت حظوظ محمد عادل شاه السوري أيضًا منعطفًا نحو الأسوأ. هُزم وقتل على يد خضر خان ، ابن محمد خان سور البنغال ، في أبريل 1557. 